# Interochromis loocki
Interochromis loocki е вид лъчеперка от семейство Цихлиди (Cichlidae), единствен представител на род Interochromis.

## Разпространение
Видът е ендемичен за езерото Танганика в Източна Африка.

## Описание
На дължина може да достигне до 10,5 см.